# Banged Up Abroad
Presos No Estrangeiro ou Férias na Prisão é um documentário britânico/série-documentário de televisão que foi produzido(a)( para o Channel Five e que estreou em Março de 2006. É transmitido sob o título Banged Up Abroad no exterior, nos Estados Unidos e outras partes do mundo pelo National Geographic Channel.
No Brasil, a série, foi exibida pelo Natgeo, com o título de Férias na Prisão.
Ela apresenta histórias de pessoas que foram presas quando estavam no exterior, geralmente por tentar contrabandear drogas ilegais a partir de um determinado país e receberam sentenças de prisão longas como resultado. Entre as histórias de ter sido dito é que a mulher britânica de Sandra Gregory, que passou vários anos na Prisão Central de Prem Klong após ser condenada por tentar contrabandear Heroína para fora da Tailândia.
Uma segunda série foi transmitida em 2007, com uma terceira série durante Agosto e Setembro de 2008, e uma Quarta em Outubro de 2008.

## Formato Episódio
Os episódios normalmente seguem o mesmo formato ou estrutura. Um episódio contém uma mistura de metragem, entrevista original e as imagens reconstruídas da sua viagem. Os condenados ou capturados são mostrados a falar de sua experiência (o entrevistador nunca é ouvido ou visto), em um close-up shot do seu rosto e os ombros, e como eles falam, detalhado, um footage reconstruído é apresentado com os atores que se assemelham o condenado.
Os episódios concentram-se fortemente sobre os acontecimentos que levaram à prisão ou o tempo em cativeiro.
Em ums casos, no final do episódio, os condenados são mostrados sentados com algemas, pois eles ainda estão na cadeia. Na maioria dos casos, os condenados ou capturados voltaram para casa de onde eles estão contando a sua história. Em outro caso, o condenado ou capturado é mostrado revisitando o país que ele foi capturado.

## Episódios

### Série 1 (2006)
| |                                   |                       |  |  |  |  |
| 1 | "Thailand"                        | 2 de Outubro de 2007  |  |  |  |  |
| Scott Campbell and Lucy Baker are British travellers arrested in Mexico Viajantes Campbell Scott e Lucy Barreto são britânicos detidos no México. |                                   |                       |  |  |  |  |
| 2 | "Thailand (Sandra Gregory Story)" | 2007                  |  |  |  |  |
| Sandra Gregório é presa na Tailândia, tentando contrabandear heroína para o Japão.                                                                |                                   |                       |  |  |  |  |
| 3 | "Australia / Sydney"              | 31 de Outubro de 2007 |  |  |  |  |
| Mark é preso em Sydney depois de tentar contrabandear cocaína proveniente os E.U.A. para a Austrália.                                             |                                   |                       |  |  |  |  |
| 4 | "Venezuela / Ilha Margarita"      | 2007                  |  |  |  |  |
| Donald MacNeil é preso após ser pressionado para recolher uma embalagem de cocaína.                                                               |                                   |                       |  |  |  |  |

### Série 2 (2007)
| |             |  |  |  |  |  |
| 1 | "Venezuela" |  |  |  |  |  |
| Jim Miles e Paul Loseby, dois adolescentes britânicos são detidos na Venezuela por tentar contrabandear drogas.          |             |  |  |  |  |  |
| 2 | "Peru"      |  |  |  |  |  |
| Krista e Jennifer são duas mulheres americanas preso por tentar contrabandear cocaína no caminho de volta de uma viagem. |             |  |  |  |  |  |
| 3 | "Nepal"     |  |  |  |  |  |
| Piers Hernu, um viajante britânico é preso tentando contrabandear ouro na de Hong Kong para o Nepal.                     |             |  |  |  |  |  |
| 4 | "Colombia"  |  |  |  |  |  |
| Glen Heggstad, um aventureiro norte-americano, é raptado pelo colombiano Exército de Libertação Nacional.                |             |  |  |  |  |  |

### Série 3 (2008)
| |              |  |  |  |  |  |
| 1 | "Kuwait"     |  |  |  |  |  |
| Scott White é detido no Kuwait pela venda de haxixe, em seguida, escapa da prisão durante a invasão de 1990 do Kuwait.                             |              |  |  |  |  |  |
| 2 | "Peru 2"     |  |  |  |  |  |
| Russell Thoresen, um viajante norte-americano, no Peru, é preso por tentar contrabandear cocaína.                                                  |              |  |  |  |  |  |
| 3 | "Bangladesh" |  |  |  |  |  |
| Lia McCord é presa em Bangladesh por tentar contrabandear heroína. JC Gonzalez interpreta o irmão de Lia, que foi preso por contrabandear heroína. |              |  |  |  |  |  |
| 4 | "Peru"       |  |  |  |  |  |
| Amardeep Bassey, um jornalista britânico no caminho para uma missão no Afeganistão, é preso no Paquistão e acusado de ser um espião.               |              |  |  |  |  |  |

### Série 4 (2008)
| |           |  |  |  |  |  |
| 1 | "Peru 3"  |  |  |  |  |  |
| Sarah Jackson convence seu amigo Simon Burke a ir para o Peru com ela a fim de servir como seu cúmplice inconsciente de contrabando de drogas. Jackson estava no meio de cumprir uma sentença de sete anos quando o episódio foi produzido.[3] |           |  |  |  |  |  |
| 2 | "Taiwan"  |  |  |  |  |  |
| O criminoso mais procurado de Taiwan invade a casa de McGill Alexander, um coronel do exército sul-africano, e leva Alexandre e sua família como reféns.                                                                                       |           |  |  |  |  |  |
| 3 | "Ecuador" |  |  |  |  |  |
| Daniel Van De Zande é preso tentando contrabandear cocaína do Equador para a Europa. |           |  |  |  |  |  |
| 4 | "Koreia"  |  |  |  |  |  |
| Cullen Thomas, trabalhando com sua namorada "Rocket", é preso tentando contrabandear haxixe das Filipinas para a Coréia do Sul. |           |  |  |  |  |  |

### "Kidnapped Abroad" (2008)
Em 2008, cinco episódios adicionais foram produzidos, cada um sobre um seqüestro, sob o título alternativo "Kidnapped Abroad".
| |                          |  |  |  |  |  |
| 1 | "Nightmare in Chechnia"  |  |  |  |  |  |
| Camilla e Jon, que dirigem um centro para crianças em Grozny, são sequestrados por militares na Chechênia, em seguida, estuprados e torturados.          |                          |  |  |  |  |  |
| 2 | "Hostage To Terror"      |  |  |  |  |  |
| Rhys Partridge e Béla Nuss são sequestrados por terroristas Ahmed Omar Saeed Sheikh durante a viagem na Índia.                                           |                          |  |  |  |  |  |
| 3 | "Kidnaped By Terrorists" |  |  |  |  |  |
| Martin e Gracia Burnham são missionários cristãos nas Filipinas que são sequestrados por membros do Abu Sayyaf, um grupo de fundamentalistas muçulmanos. |                          |  |  |  |  |  |
| 4 | "Death In The Jungle"    |  |  |  |  |  |
| Guia Safari Mark Ross e seu grupo de turistas são sequestrados por rebeldes hutus em Uganda.                                                             |                          |  |  |  |  |  |

### Série 5 (2009)
| |                                          |  |  |  |  |  |
| 1 | "Venezuela Blues"                        |  |  |  |  |  |
| David Evans é preso tentando entrar com drogas da Venezuela em Amesterdã.                                        |                                          |  |  |  |  |  |
| 2 | "Terror Island"                          |  |  |  |  |  |
| Voluntário de uma igreja, Greg Williams é raptado e torturado por membros do Abu Sayyaf.                         |                                          |  |  |  |  |  |
| 3 | "Mexican Justice/Cop Killer"             |  |  |  |  |  |
| Jake Libbon é preso no México por vender maconha, e então é preso injustamente, acusado de matar dois policiais. |                                          |  |  |  |  |  |
| 4 | "Brazil's Worst Prison/Busted in Brazil" |  |  |  |  |  |
| "Brendan Cosso e três amigos são presos tentando contrabandear cocaína para fora do Brasil.                      |                                          |  |  |  |  |  |

### Série 6 (2009)
| |                                        |  |  |  |  |  |
| 1 | "Escape from Hell"                     |  |  |  |  |  |
| Chris Parnell é preso na Indonésia por tentar contrabandear haxixe.                                                                                |                                        |  |  |  |  |  |
| 2 | "Boy From The Ghetto/Busted in Mexico" |  |  |  |  |  |
| Alex Silva, um adolescente americano, é preso tentando contrabandear maconha do México para os Estados Unidos.                                     |                                        |  |  |  |  |  |
| 3 | "What's in The Bag"                    |  |  |  |  |  |
| Kahlilah Saleem, uma mulher americana, é forçada por seu namorado a contrabandear cocaína através de Cuba, a fim de ver a filha.                   |                                        |  |  |  |  |  |
| 4 | "Kidnapped In Iraq"                    |  |  |  |  |  |
| Os Jornalistas Scott Taylor e Zeynep Tugrul são sequestrados por insurgentes, que os acusam de serem espiões americanos.                           |                                        |  |  |  |  |  |
| 5 | "Busted and Pregnant"                  |  |  |  |  |  |
| Zara Whittaker, uma adolescente britânica, é presa no aeroporto tentando contrabandear cocaína para fora de Barbados.                              |                                        |  |  |  |  |  |
| 6 | "Master of Deception"                  |  |  |  |  |  |
| Zoe McGarry, em visita a um amigo no Equador, recebe a condenação de dezesseis anos de prisão depois de ser flagrada transportando a mochila dele. |                                        |  |  |  |  |  |
| 7 | "Jungle Siege"                         |  |  |  |  |  |
| O major Phil Ashby, encarregado de desarmar os rebeldes em Serra Leoa, fica preso e tenta uma fuga ousada.                                         |                                        |  |  |  |  |  |
| 8 | "Jamaican Getaway"                     |  |  |  |  |  |
| TK White e seu amante são enviados para a prisão notória Kingston central após tentativa de contrabando de maconha                                 |                                        |  |  |  |  |  |
| 9 | "Party Girl"                           |  |  |  |  |  |
| Clare Matthews, uma mulher britânica, termina numa prisão da Ásia depois de ser pega traficando drogas.                                            |                                        |  |  |  |  |  |

## Transmissões Internacionais
| País             | Título | Canal(is)                                                   | Notas |
| ---------------- | --- | ----------------------------------------------------------- | --- |
| Noruega          | "Fengslet i Utlandet" (eng: "Imprisoned Abroad")                                                          | National Geographic Channel                                 | |
| Suécia           | "Farlig Resa" (eng: "Dangerous Journey")                                                                  | Sveriges Television                                         | |
| Dinamarca        | "Fra Paradis til Helvede" (eng: "From Paradise to Hell")                                                  | TV2                                                         | Foi exibido na Primavera de 2008 e 2009                                                                                 |
| Alemanha         | "Horror Trips - Wenn Reisen zum Albtraum werden" (eng: "Horror Trips - when traveling becomes nightmare") | National Geographic Channel                                 | |
| Finlândia        | "Ongelmia Paratiisissa" (eng: "Trouble in Paradise")                                                      |                                                             | |
| Estados Unidos   | "Locked up Abroad"                                                                                        | National Geographic Channel                                 | |
| Nova Zelândia    | "Banged up Abroad"                                                                                        | TV1                                                         | |
| Irlanda          | "Banged up Abroad"                                                                                        |                                                             | |
| Austrália        | "Banged up Abroad"                                                                                        | National Geographic Channel                                 | |
| Índia            | "Jailed Abroad"                                                                                           | National Geographic Channel                                 | |
| Bangladesh       | "Jailed Abroad"                                                                                           | National Geographic Channel                                 | |
| Canadá           | "Banged up Abroad"                                                                                        | National Geographic Channel                                 | |
| Polónia          | "Podróż do piekła" (eng: "Journey to Hell")                                                               | Discovery Channel                                           | |
| Países Baixos    | "Gevangen in het Buitenland"                                                                              | SBS6                                                        | |
| Singapura        | "Locked up Abroad" e "Banged up Abroad"                                                                   | National Geographic Channel & National Geographic Adventure | É exibido como "Locked up aboard" no National Geographic Channel e "Banged Up Aboard", na National Geographic Adventure |
| Tailândia        | "Locked up Abroad"                                                                                        | National Geographic Channel (TrueVisions 49)                | |
| Brasil           | "Férias na Prisão"                                                                                        | National Geographic Channel                                 | |
| Portugal& Angola | "Presos no Estrangeiro"                                                                                   | National Geographic Channel                                 | |